# إلسا زغيب
إلسا زغيب (ولدت في 1 فبراير 1981 في عمشيت في لبنان) هي ممثلة لبنانية.

## البداية
إلسا درست وتخرجت في المدرسة الثانوية في سان كور جبيل في عام 1998، ثم درست المسرح في الجامعة اللبنانية وتخرجت في عام 2002. إلسا زغيب وأول ما ظهرت في بعض مسرحيات مثل «علاء كاما Kazalika ارض محمد عبد سماء فاي» (كما على الأرض كذلك في السماء) كراقصة أولى، وقالت انها عملت بعد ذلك في الأطفال مسرحية «أحلام آل Bayyaa» (بياع الأحلام).

## المسيرة المهنية
وكان التلفزيون لأول مرة في زغيب في «مين احلى Byout الرس Bayrout» من أحلى بيوت رأس بيروت (الموسم 2) على ال بي سي ولعب دور مراسل. إلسا ثم بدأ تدريس المسرح في عدة مدارس حتى عام 2007. في وقت لاحق، وأنها بدأت تصوير الإعلانات التجارية عن لبنان والعالم العربي لمختلف المنتجات مثل ارييل، كيت كات، بيتزا هت...

## أعمالها
- قيامة البنادق 2013
- شتي يا بيروت 2021

## برنامجستوديو الفن
قدمت عام 2010 برنامج ستوديو الفن
عام ٢٠١٤ مسلسل ع امل